# 青木勤
青木 勤（あおき つとむ、1921年（大正10年） - 没年不詳）は、日本の野球選手（投手）。群馬県出身。

## 来歴・人物
群馬県藤岡中学校（現：群馬県立藤岡高等学校）から1939年に阪急軍に入団。しかし、一軍出場を果たせないまま同年末に退団。後に応召され、戦死（没年月日、死没場所は不明）。
東京ドーム敷地内にある鎮魂の碑に、彼の名前が刻まれている。

## 詳細情報

### 年度別投手成績
- 一軍公式戦出場なし[1]

### 背番号
- 19 (1939)[2]